# Braquage à Monte-Carlo
Pour plus de détails, voir Fiche technique et Distribution.
Braquage à Monte-Carlo (Миллиард, Milliard) est un film d'action russe réalisé par Roman Prygounov (ru), sorti en 2019.

## Synopsis
À Moscou, un impitoyable et cynique homme d'affaires, Matvey Levin, prend régulièrement des risques dans le cadre d'importantes acquisitions financières. Pourtant, ce banquier richissime refuse catégoriquement de partager son imposante fortune avec ses nombreux enfants illégitimes au point de placer ses possessions au nom de ses associés, lui évitant dès lors tout risque de demande d'héritage. Lorsqu'il rencontre d'importantes difficultés financières qui peuvent le ruiner, seule sa progéniture, dont un jeune hacker, peut lui venir en aide. Il décide donc d'organiser avec eux le braquage de sa propre banque. Mais pour y parvenir, il doit d'abord regagner leur confiance...

## Fiche technique
- Titre : Braquage à Monte-Carlo
- Titre original : Миллиард (Milliard)
- Réalisation : Roman Prygounov (ru)
- Scénario :  Andrey Zolotarev
- Musique : Oleg Belov
- Photographie : Ilya Averbakh
- Production : Binke Anisimov, Marine Chavushyan, Ibragim Magomedov, Vladimir Maslov, Rafael Minasbekyan et Arsen Tarknaev
- Société de distribution : Central Partnership
- Pays d'origine :  Russie
- Langue originale : russe
- Format : couleur
- Genre : action
- Durée : 101 minutes
- Dates de sortie  :
  -  Russie : 18 avril 2019
  -  France : 16 décembre 2019 (sur Canal + Cinéma)

## Distribution
- Vladimir Machkov : Matvey Levin
- Alexandra Bortitch : Lyuda
- Fyodor Bavtrikov : Kolya
- Gela Meskhi : Georgy
- Marina Petrenko : Irina
- Pavel Chinaryov : Oleg
- Grigoriy Kalinin : Eduard
- Didier Muller : Henri
- Daniil Spivakovskiy : Vrach
- Marco Dinelli : l'avocat
- Dmitriy Komissarov : le garde de la chambre forte
- Yann Lerat : le journaliste français